# Adrián Estacio
Adrián Estacio Peña (Tumaco, Colombia; 20 de abril de 1998) es un futbolista colombiano. Juega de delantero y su equipo actual es el Deportivo Pereira de la Categoría Primera A.

## Trayectoria
Formado en las inferiores del Deportivo Pasto y con paso en el Independiente de Avellaneda, Estacio comenzó su carrera en 2018 en el Pasto. Tras un paso por el Once Caldas entre 2019 y 2022, el delantero regresó a su primer club.
En julio de 2023 sin embargo, el jugador rescindió su contrato en Deportivo Pasto y fichó en las Águilas Doradas.

## Estadísticas
Actualizado al último partido disputado el 18 de junio de 2023.
| Club                       | Div.          | Temporada     | Liga  | Liga  | Copas nacionales | Copas nacionales | Copas internacionales | Copas internacionales | Total | Total |
| Club                       | Div.          | Temporada     | Part. | Goles | Part.            | Goles            | Part.                 | Goles                 | Part. | Goles |
| -------------------------- | ------------- | ------------- | ----- | ----- | ---------------- | ---------------- | --------------------- | --------------------- | ----- | ----- |
| Deportivo Pasto · Colombia | 1.ª           | 2018          | 12    | 1     | 0                | 0                | —                     | —                     | 12    | 1     |
| Deportivo Pasto · Colombia | 1.ª           | 2019          | 4     | 0     | 6                | 2                | —                     | —                     | 10    | 2     |
| Deportivo Pasto · Colombia | 1.ª           | 2022          | 30    | 8     | 1                | 0                | —                     | —                     | 31    | 8     |
| Deportivo Pasto · Colombia | 1.ª           | 2023          | 24    | 3     | 0                | 0                | —                     | —                     | 24    | 3     |
| Deportivo Pasto · Colombia | Total club    | Total club    | 70    | 12    | 7                | 2                | 0                     | 0                     | 77    | 14    |
| Once Caldas · Colombia     | 1.ª           | 2019          | 6     | 0     | 1                | 0                | —                     | —                     | 7     | 0     |
| Once Caldas · Colombia     | 1.ª           | 2020          | 6     | 1     | —                | —                | —                     | —                     | 6     | 1     |
| Once Caldas · Colombia     | 1.ª           | 2021          | 21    | 1     | 1                | 0                | —                     | —                     | 22    | 1     |
| Once Caldas · Colombia     | Total club    | Total club    | 33    | 2     | 2                | 0                | 0                     | 0                     | 35    | 2     |
| Águilas Doradas · Colombia | 1.ª           | 2023          | 9     | 0     | 2                | 0                | —                     | —                     | 11    | 0     |
| Águilas Doradas · Colombia | Total club    | Total club    | 9     | 0     | 2                | 0                | 0                     | 0                     | 11    | 0     |
| Total carrera              | Total carrera | Total carrera | 112   | 14    | 11               | 2                | 0                     | 0                     | 123   | 16    |

## Vida personal
En una entrevista reveló ser hincha del América de Cali. El 18 de marzo de 2022 jugando en el Deportivo Pasto, el delantero anotó un gol a dicho club, el cual no celebró.